# 3 (عدد)
۳ - 3 (ثلاثة) () هو عدد طبيعي يلي العدد 2 ويسبق العدد 4، وهو ثاني الأعداد الفردية، وهو ثاني الأعداد الأولية.

## التسمية
حسب علم الصرف في الغة العربية لا يمكن صرف فعل أو اسم إلى صيغة مثلث (بجانب المفرد والمثنى ) بدقة دون ذكر قرينة بل تصرف في صيغة الجماعة (مثال، مثالان، أمثلة...).
يعتقد المؤرخون انه في العصور القديمة. لم يكن هناك مصطلح ثلاثة في بعض اللغات. بل كانت هناك المصطلاحات كواحد، اثنان، كثيرا ...
تشتق من الكلمة ثلاثة مفردات ك: مثلث - مثلثي - ثالث - تثليث - ثلاثي - ثالوث - ثلاثية - ثلث - ternary - trilogy, tetralogy, ...
من البوادئ التي ترمز إلى العدد 3 هي : -tri-,tris-,terti-,tern-,trin-,ter-,tri...
| مضاعفات                                            | تسمية                                             |
| -------------------------------------------------- | ------------------------------------------------- |
| {\displaystyle {\frac {1}{1000}}x} = 10−3x= 0.001x | واحد من أصل ألف، ملي-, مل- ,-mm-, mili            |
| 103x = 1000x                                       | مائة-, كيلو-,-milli-,millen-,millesim-,chili,.... |
| 3x                                                 | ثلاثة اضعاف, triple ...                           |
| 1⁄3x                                               | ثلث,trient-, third...                             |

### تطور الصورة الرمزية

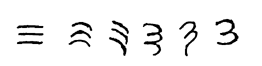

3 أكبر عدد من حيث تعدد صوره الرمزية. انتشرت كتابة الرقم 3 في شكل 3 خطوط عند كثير من الحضارات ( ג ۳ ๓ ३ III 3 ൩ ௩ ...).
```
في البداية اخترع الهنديون البراهمة الرمز 3 في شكل 3 خطوط 

  

    

      

        
≡

        

        

      

    

    
{\displaystyle \equiv \!\,}

  

 ثم قام الجويتين بتقويس الخطوط . ناغاري قام بإدارة الخطوط مع عقارب الساعة مما جعله يربط كل خط بالخط الذي يقع أسفله. ثم أصبح مشابها تقريبا للرمز ثلاثة الحديث. ثم طوره العرب بحذف الخط السفلي الزائد ليصبح الرمز المستخدم في العصر الحديث "3". أما العرب الشرقين فقد أداروا الخطوط العلوية عكس عقارب الساعة لتصبح  
۳
.
```

توجد كتابة شائعة للرقم ثلاثة إلى جانب "3" وهي Ʒ. تسخدم هذه الكتابة لكي لا يستطيع الأشخاص تغيير الرقم 3 إلى الرقم 8 عن طريق الاحتيال.

## في الرياضيات

### خاصيات
- 3 أول عدد أولي فردي.
- 3 أصغر عدد صحيح سالم حيث x²> 2x و كذلك أصغر عدد صحيح سالم موجب أصغر من x^x. و هو العدد الأولي الوحيد الأصغر ب1 من مربع كامل. بما أن (n²-1 = (n+1)(n-1. و سبب كون 3 أولي في هذه الحالة هو وجود العامل 1 الذي لا يأثر على أولية العدد.
- 3± هو الحل الصحيح الوحيد بجانب 1 حيث x²-1 مكعب كامل.
- 3 هو عدد حلول المربع السحري المطوي 4x4 (بالإنقليزية: panmagic square [الإنجليزية]). و هو كذلك أصغر عدد من الحركات المطلوب لحل معضلة برج هانوا المتكون من طبقتين
- اثبت فيرما أنه يمكن كتابة أي عدد في صيغة مجموع ثلاث أعداد مثلثية(انظر : مبرهنة فيرما حول الأعداد المضلعية).
- أي عدد لا يمكن كتابة في صيغة 4n(8m+7) يمكن كتابة في صيغة 3 مكعبات.
- توجد فقط 3 أعداد هرمية ثلاثية ومربعية في نفس الوقت. و 3 أعداد نجمية ثلاثية الأبعاد(stella octogula number) و مربعية في نفس الوقت.
- 3 عدد أولي فيرما. و هو أول عدد اولي توأم . و العدد الوحيد حيث الأعداد p و p+2 و p+4 و p-1 اولية. و هو عدد أولي صوفي جرمان لأن 3*2+1 = 7 اولي كذلك.
- 3 قوة لعدد ميرسين اولي : 23-1=7
- 3 عدد مثلثي ترتيبه 2.
- 3 هو القيمة التقريبة للثابت الرياضي π وe
- 3 عدد غير سعيد في نظام العد العشري ونظام العد الرباعي
- العدد 3 أصغر عدد ميرسين أولي : 3, 7, 127, 17014118346046923173168 303715884105727...
- 3 ثان عدد لوكاس
- 3 أصغر عدد طبيعي لا يكتب في صيغة : (n-i)(n+i)
- مقلوب 3 (13) يكرر الرقم الثلاثة في جزئه العشري : ...0,33333=13
- أي عدد قابل للقسمة على 3 مجموع أرقامه في نظام العد العشري مضاعف لثلاثة، هذه القاعدة تعمل أيضا مع أي نظام عد اساسه 3n+1 مثل 4, 7 , 10 , 13...

### قائمة العمليات الحسابية البسيطة
| الضرب              | 1 | 2 | 3 | 4  | 5  | 6  | 7  | 8  | 9  | 10 |
| ------------------ | - | - | - | -- | -- | -- | -- | -- | -- | -- |
| {\displaystyle 3x} | 3 | 6 | 9 | 12 | 15 | 18 | 21 | 24 | 27 | 30 |

| القوة                 | 1 | 2 | 3  | 4  | 5   | 6   | 7    | 8    | 9     | 10    |
| --------------------- | - | - | -- | -- | --- | --- | ---- | ---- | ----- | ----- |
| {\displaystyle x^{3}} | 1 | 8 | 27 | 64 | 125 | 216 | 343  | 512  | 729   | 1000  |
| {\displaystyle 3^{x}} | 3 | 9 | 27 | 81 | 243 | 729 | 2187 | 6561 | 19683 | 59049 |

جميع أرقام الآحاد ل 3x تكون متسلسة هكذا : 1 - 3 - 9 - 7 - 1 .. أما ل{\displaystyle 3^{x}} فهي متسلسة هكذا : 1 - 8 - 7 - 4 - 5 - 6 - 3 - 2 - 9 - 1.
| قسمة                    | 1                                 | 2                                 | 3 | 4                                 | 5                                 | 6   | 7                                      | 8                                 | 9                                 | 10                                |  | 11                                 | 12   | 13                                     | 14                                      | 15  |
| ----------------------- | --------------------------------- | --------------------------------- | - | --------------------------------- | --------------------------------- | --- | -------------------------------------- | --------------------------------- | --------------------------------- | --------------------------------- |  | ---------------------------------- | ---- | -------------------------------------- | --------------------------------------- | --- |
| {\displaystyle 3\div x} | 3                                 | 1.5                               | 1 | 0.75                              | 0.6                               | 0.5 | {\displaystyle 0.{\overline {428571}}} | 0.375                             | {\displaystyle 0.{\overline {3}}} | 0.3                               |  | {\displaystyle 0.{\overline {27}}} | 0.25 | {\displaystyle 0.{\overline {230769}}} | {\displaystyle 0.2{\overline {142857}}} | 0.2 |
| {\displaystyle x\div 3} | {\displaystyle 0.{\overline {3}}} | {\displaystyle 0.{\overline {6}}} | 1 | {\displaystyle 1.{\overline {3}}} | {\displaystyle 1.{\overline {6}}} | 2   | {\displaystyle 2.{\overline {3}}}      | {\displaystyle 2.{\overline {6}}} | 3                                 | {\displaystyle 3.{\overline {3}}} |  | {\displaystyle 3.{\overline {6}}}  | 4    | {\displaystyle 4.{\overline {3}}}      | {\displaystyle 4.{\overline {6}}}       | 5   |

| عملية الجمع | عمر البشري الذي يقوم بإنجاز العملية | معدل الوقت المستغرق لحل العملية |
| ----------- | ----------------------------------- | ------------------------------- |
| 1+2 = 3     | 6 سنوات                             | 3.7 ثواني                       |
| 1+2 = 3     | 8 سنوات                             | 2 ثواني                         |
| 1+2 = 3     | 10 سنوات                            | 1,2 ثواني                       |
| 1+2 = 3     | 18 س                                | 0.83 ثواني                      |

### في الهندسة

يملك المثلث 3 رؤوس و 3 أضلاع

- الفضاء هو نظام إحداثي ثلاثي الأبعاد.
- اصغر عدد أضلع وعدد رؤوس ممكنة لمضلع ثنائي الأبعاد هو 3.
- يمكن بناء مضلع منتظم ذا {\displaystyle 3\cdot 2^{x}} ضلع بالمسطرة والفجار وبناء زاوية °3 و تثليث ضلع. لكن لا يمكن تثليث كل زاوية . أو بعدين متناسبين نسبتهما {\displaystyle {\sqrt {2}}}3.

للمكعب 3 أبعاد

- توجد فقط 3 أنواع من المضلعات الثلاثية الأبعاد المنتظمة الأفلاطونية ذات الأوجه المثلثة. الهرم الثلاثي المنتظم و ثماني السطوح وعشروني الأسطح.

- كما توجد 3 أنواع من المضلعات الثلاثية الأبعاد المنتظمة الأفلاطونية حسب نوع أوجها : مثلثات-مربعات-مخمسات.

#### في الطوبولوجيا
- لا يمكن ربط كل 3 نقاط على استقامة واحدة بكل 3 نقاط أخرى في نفس الجهة في مستوي، دون أن يتقاطع خطان على الأقل (أنظر:معضلة ماء ,غاز ,كهرباء).

- تتقاطع العقدة اليدوية الأكثر شيوعا في ثلاث أماكن.

## في المجالات العلمية
- 3 هو العدد الذري لمادة الليثوم. و هو يعتبر عدد سحري
- في الكون يوجد 3 أبعاد مكانية قابلة للتمييز رغم ان نظرية الأوتار تذكر وجود 10-11 بعد إلى جانب الأبعاد المنطبقة
- توجد ثلاث ألوان أساسية مرئية عند الإنسان: الأحمر والأزرق والأخضر (RGB) و ثلاث ألوان فرعية الأزرق السماوي والزهري والأصفر .
- ينقسم الزمن إلى ماض وحاضر ومسلتقبل.
- مراحل حياة الإنسان هي الطفولة والشباب والشيخوخة
- حالات المادة الأكثر شهرة في الطبيعة هي الحالة السائلة والحالة الصلبة والحالة الغازية. بالرغم من وجود حالات شاذة أخرى
- الأرض هي الكوكب الثالث في النظام الشمسي.

### فيعلم النفسوالسياسة

اليين يانغ يوان (yin-yang-yuan)

- « الرؤية الثالثة » هي عبارة سياسية أو نفسية تطبق لتدل على تنوع الخيار « الخيار الثالث » التي تدل على حل بديل إضافي للمسألات المتفرعة إلى طرفين.

و هي متعلقة كذلك ب « الخيار الوسط ». هذا التقريب من الفلسفة الطاوية السقراطية. التي تدرس تجاوز ثنائية الين و اليانغ للانسجام مع الفلسفة اليونانية القديمة. خاصة مع فكر سقراط عن جدلية الصراع بين طرفين مختلفين للاقتراب إلى الحقيقة.

## فيالدين
- توجد حالياً ثلاث أديان سماوية وثلاث كتب سماوية: الإسلام (قرآن) و المسيحية(الإنجيل) و اليهودية(التوراة)
- يوجد العديد من الأديان العالمية التي تملك علاقة بينها وبين الثالوث أو الآلهة الثلاثية:
  - ثالوث المسيحية
  - الآلهة الثلاثة عند الهندوس
  - الجواهر الثلاثة عند البوذيين
  - الأشياء الصافية الثلاثة عند الطاوية

درع الثالوث هو رسم بياني للعقيدة المسيحية الثالوثية

  - الإلهية الثلاثية عند يكا

### الإسلام
- يشرع للرجل الطلاق ثلاث مرات فقط. ثم لا تحل له زوجته على يتزوجها شخص آخر.

#### الرقم ثلاثة في القرآن الكريم
- ذُكر الرقم ثلاثة في القرآن الكريم على عدة أوجه، فقد ذُكر لفظ (ثلاث) 5 مرات، وذُكرت (ثلاثة) 12 مرة، وذُكر لفظ (ثُلاث) مرتان، وذُكر لفظ (ثالث) مرتان، وذُكرت (الثالثة) مرة واحدة، ومجموع عدد مرات الذكر هذه 22 مرة. وهو بذلك أكثر الأرقام ذكراً بعد الرقمين واحد، وسبعة. ذكر مقلوبه الثٌلث (13) ثلاث مرات. في حين ذكر ضعف المقلوب الثُلثين (23) ثلاث مرات أيضاً.[2]

### المسيحية
عقيدة المناصب الثلاثية عند المسيحيين هي عقيدة تنص على وجود مناصب دينية: الملك - النبي - الكاهن.
نجد لدى المسيحيين سرّ التّثليث الذي يقول بوجود ثلاثة أقانيم في الذات الإلهيّة: ويتألف الثّلوث الإلهيّ المسيحيّ من أب، ابن، وروح قدس . والثّالوث في المسيحية هو اتّحاد ثلاثة أقانيم إلهيّة يتميّز الواحد منها عن الآخر، ويدعون انها تؤلف في النتيجة إلها واحدا . ففي الإله ثلاثة أقانيم متميّز بعضهم عن بعض ومتساوون ومشتركون جوهريّا في طبيعة واحدة لا تتجزأ. كلّ من هؤلاء الأقانيم الثلاثة هو الله ؟؟؟!! ويقولون :- الأب هو العلّة الأولى، والابن مولود من الأب منذ الأزل، والروح القدس منبثق من الأب والابن معا.
وجاء في الإنجيل :- في العهد الجديد أن ثلاثة ملوك مجوس ركعوا أمام الطّفل يسوع ثلاثة وهم : الأشوريّ بالتازار والعبريّ ملكيور والهنديّ غاسبار وهم ينحدرون من ثلاثة أجناس بشرية ثلاث من أبناء نوح عليه السلام : سام، حام، ويافث .
وجاء في الإنجيل في يوم صلب السيد المسيح، أن توجّه بيلاطوس إلى اليهود ثلاث مرات بأنّه لا يرى أي ذنب اقترفه يسوع (متى 23 : 23)، وأجابه اليهود ثلاثا: (أصلبه).
وجاء في الإنجيل أنّ السيدة العذراء ويوسف وجدا يسوع في الهيكل بعد ثلاثة أيام (لوقا 2 : 46).
وجاء في الإنجيل أن السيد المسيح كان يفضّل صحبة ثلاثة رسل هم : بطرس، يعقوب ويوحنّا ابني زبدى (متى 26 : 37).
وجاء في الإنجيل أن السيد المسيح سأل تلميذه بطرس (أتحبّني) ثلاث مرات (يوحنّا 21 : 17) .
كذلك جاء وأنكر بطرس معلّمه ثلاث مرات (متى 26 : 34) .
وعلى طريق الجلجلة، سقط السيد المسيح ثلاث مرات، وصلب بثلاثة مسامير، ومات بعد ثلاث ساعات من النزاع، وقام في اليوم الثالث،
وظهر السيد المسيح لتلاميذه ثلاث مرات بعد الموت ( يوحنّا 21 : 14).

### الهندوسية
حسب العقيدة الهندوسية يوجد الثالوث الإلاهي (Trimurti) :براهما الخالق، فيشنو الحافظ، وشيفا المدمرة.

## في الرياضة
- في مباراة كرة القدم، في الدوريات، عند ضربات الجزاء. لو سدد فريق 3 نقاط يفوز.
- في البيسبول, 3 هو عدد فرص قبل أن يطرد ضارب الكرة.
- الترياتلون أو السباق الثلاثي يتكون من 3 أحداث رياضية : السباحة وقيادة الدراجات والركض

## في الثقافة

### أفلام تضمنت عناوينها الرقم ثلاثة[3]
الأفلام العربية المذكورة هنا مصرية مالم يشر لغير ذلك:
| - ثلاث مسدسات من قيصر 1967 (الجزائر). - ثلاث عمليات داخل فلسطين 1974 (سوريا). - حكاية الجواهر الثلاث. - سلفني 3 جنيه 1939. - الفرسان الثلاثة 1941. - نور الدين والبحارة الثلاثة 1944. - العرسان الثلاثة 1947. - ثلاث وريثات 1960. - ثلاثة رجال وامرأة 1960. - هـ ـ 3 1961. | - الأشقياء الثلاثة 1962. - الفرسان الثلاثة 1962. - الشياطين الثلاثة 1964. - العزاب الثلاثة 1964. - أرملة وثلاث بنات 1965. - العقلاء الثلاثة 1965. - الثلاثة يحبونها 1965. - المغامرون الثلاثة 1965. - الأصدقاء الثلاثة 1966. - 3 لصوص 1966. | - حكاية 3 بنات 1968. - 3 قصص 1968. - المساجين الثلاثة 1968. - 3 نساء 1968. - الشجعان الثلاثة 1969. - 3 وجوه للحب. - الكدابين الثلاثة 1970. - المجانين الثلاثة 1970. - أنف وثلاث عيون 1971. - ثلاث فتيات مراهقات 1973. | - المشاغبات الثلاثة 1987. - الجدعان الثلاثة 1988. - 3 ساعات حرجة 1990. - الأغبياء الثلاثة 1990. - ثلاثة على واحد 1990. - ثلاثة على الطريق 1993. - ثلاثة على مائدة الدم 1996. - عليا الطرب بالتلاتة 2006. - الثلاثة يشتغلونها 2010. |

كما أشار عناوين أحد الأفلام إلى رقم ثلاثة بشكل غير مباشر وهو فيلم (ربع دستة أشرار).

#### أفلام تضمنت عناوينها كلمة الثالث أو الثالثة
- وثالثهم الشيطان 1978.
- الدرجة الثالثة 1988.
- الفصل الثالث 1991.
- الرجل الثالث 1995.

## هاتف
3 هي العلامة التجارية من خدمات الهاتف النقال في المجموعة الصينية هاتشيسون وامبوا.